# Падина (област Варна)
Вижте пояснителната страница за други значения на Падина.
Па̀дина е село в Североизточна България. То се намира в община Девня, област Варна. Старото му име е Копузджу („Кълбовиден“).

## История
До 1934 година името на селото е Копузджу. Преименувано е със заповед от 14 август 1934 г.
През 1985 година Падина има 543 жители.
Село Падина разполага с етнографски музей и църква, създадена в средата на XX век.
В етнографския музей се съхраняват автентични носии, произведени саморъчно от жители на селото. Там могат да се видят и вещи от времето на комунистическата епоха.
Сградата представлява зала, издигаща се над правоъгълна основа. Интериорът е изцяло от дърво и включва хорова част и олтар в източната, и издигнат като втори етаж балкон, в западната част на църквата. До него се достига по малка стълба.
Църквата разполага със седалки за вярващите, желаещи да участват в литургиите. Иконите, килимите и свещниците са закупени със средства, събрани от жителите на селото.
Дворът е ограничен с правоъгълна ограда, а в неговата западна част, зад църквата, се намира камбанария. Тя не е свързана с църквата и във външното си офомление имитира три етажно разделение.
Целият екстериор на църквата, със своите декоративни заоблени аркади и белия цвят, в който е иззидана сградата напомня средиземноморски стил.
Почти идентични църкви са изградени в цяля област Девня, вероятно от един и същ майстор.
През 2011 година в Падина беше сложено началото на „Работилница за бъдеще България“, чийто инициатор е германският предприемач Франц Йозеф Гренцебах.
„Работилница за бъдеще България“ беше открита на 18.06.2011 от премиера на Република България Бойко Борисов и оттогава организира работни срещи и форуми, подкрепящи диалога между предприемачи, политици и учени на особено решаващи за съдбата на страната теми.

## Население
Численост на населението според преброяванията през годините:
| \| Година на преброяване \| Численост \| \| --------------------- \| --------- \| \| 1934 \| 939 \| \| 1946 \| 1017 \| \| 1956 \| 990 \| \| 1965 \| 905 \| \| 1975 \| 785 \| \| 1985 \| 546 \| \| 1992 \| 421 \| \| 2001 \| 395 \| \| 2011 \| 310 \| \| 2021 \| 252 \| |           |
| Година на преброяване | Численост |
| 1934 | 939       |
| 1946 | 1017      |
| 1956 | 990       |
| 1965 | 905       |
| 1975 | 785       |
| 1985 | 546       |
| 1992 | 421       |
| 2001 | 395       |
| 2011 | 310       |
| 2021 | 252       |

### Етнически състав

#### Преброяване на населението през 2011 г.
Численост и дял на етническите групи според преброяването на населението през 2011 г.:
|                     | Численост | Дял (в %) |
| Общо                | 310       | 100.00    |
| Българи             | 266       | 85.80     |
| Турци               | 30        | 9.67      |
| Цигани              | ?         | ?         |
| Други               | –         | –         |
| Не се самоопределят | ?         | ?         |
| Неотговорили        | 10        | 3.22      |

## Личности
- Велико Стоянов (1943 - 2024) – български актьор
- Франц Йозеф Гренцебах – предприемач и основател на инициативата Работилница за бъдеще България
- Недко Недев(1948)- български спортист(класическа борба)